# Фонтан чотирьох річок

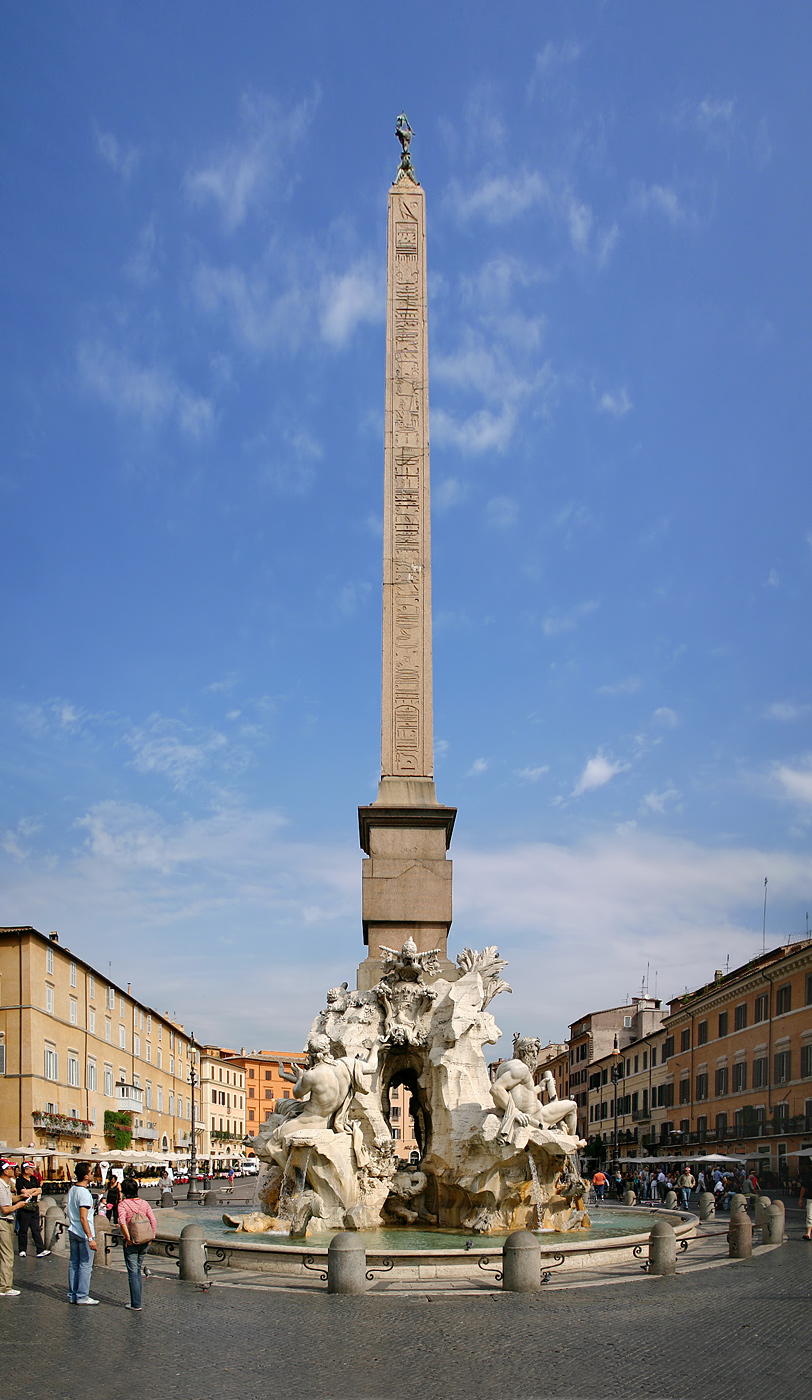
Фонтан Чотирьох рік

Фонтан Чотирьох річок (італ. Fontana dei Quattro Fiumi) — один із найзнаменитіших фонтанів Риму. Розташований на П'яцца Навона. Споруджений у 1648–1651 роках за проєктом Лоренцо Берніні.

## Історія
У 1644 році папа Іннокентій X вирішив звести поруч із сімейним палацом Памфілі єгипетський обеліск, привезений до Риму імператором Каракаллою. Був оголошений конкурс на найкращий проєкт, проте великий Берніні не був допущений до участі через підступи недругів. Попри це, Берніні підготував проєкт фонтану, який передбачав розміщення навколо обеліска статуй річкових богів головних річок чотирьох частин світу (Нілу, Гангу, Дунаю і Ла-Плати). Його покровитель Людовізі, одружений з племінницею папи, поставив макет фонтану в їдальні, де той обідав. Інокентій був вражений нечуваною досі гармонією скульптури та архітектури, скасував конкурс і звелів Берніні негайно взятися за спорудження фонтану.
Як і фонтани Треві та Баркачча, фонтан Чотирьох річок живиться водою зі стародавнього акведука Аква Вірго.

## Галерея

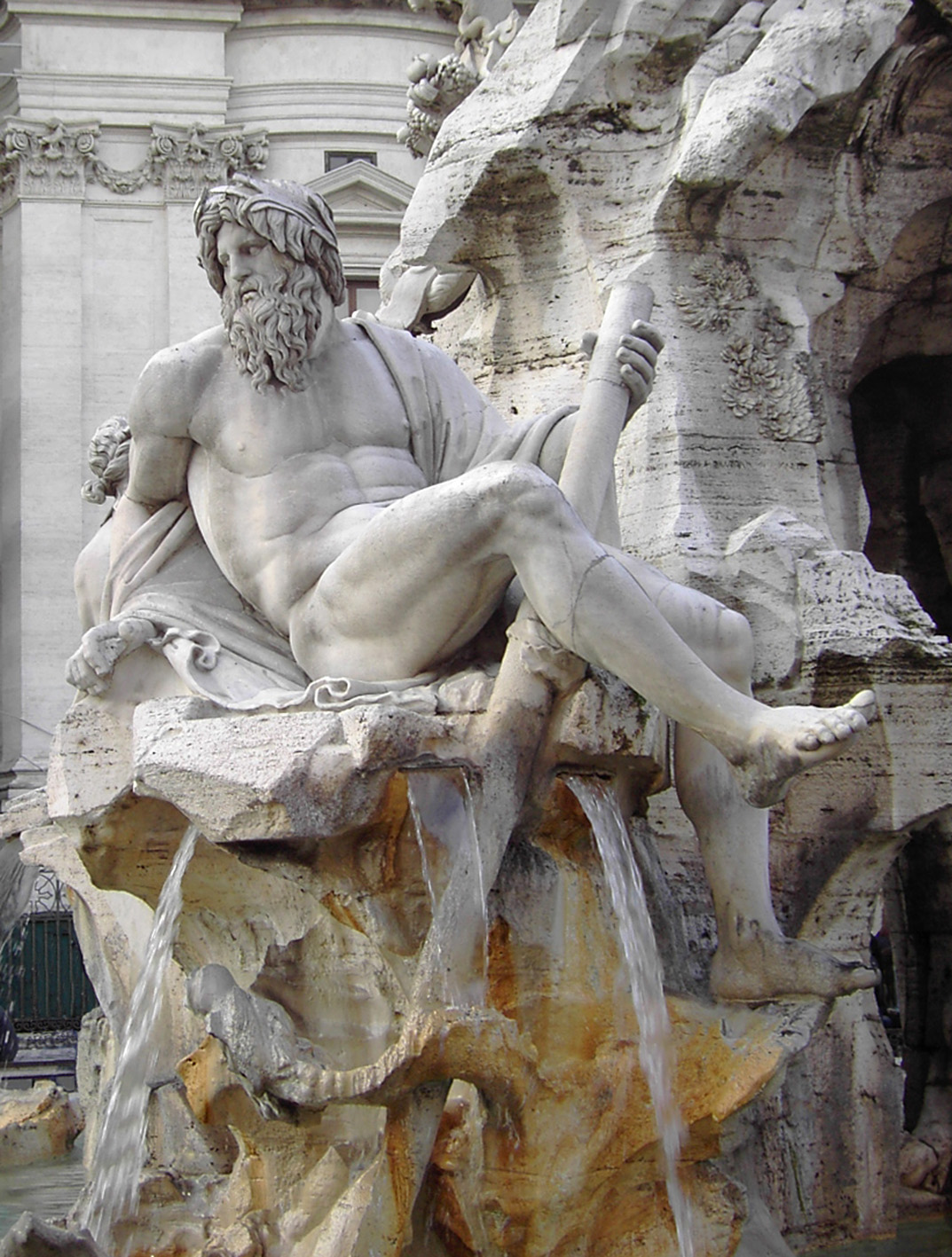
Річковий бог Гангу
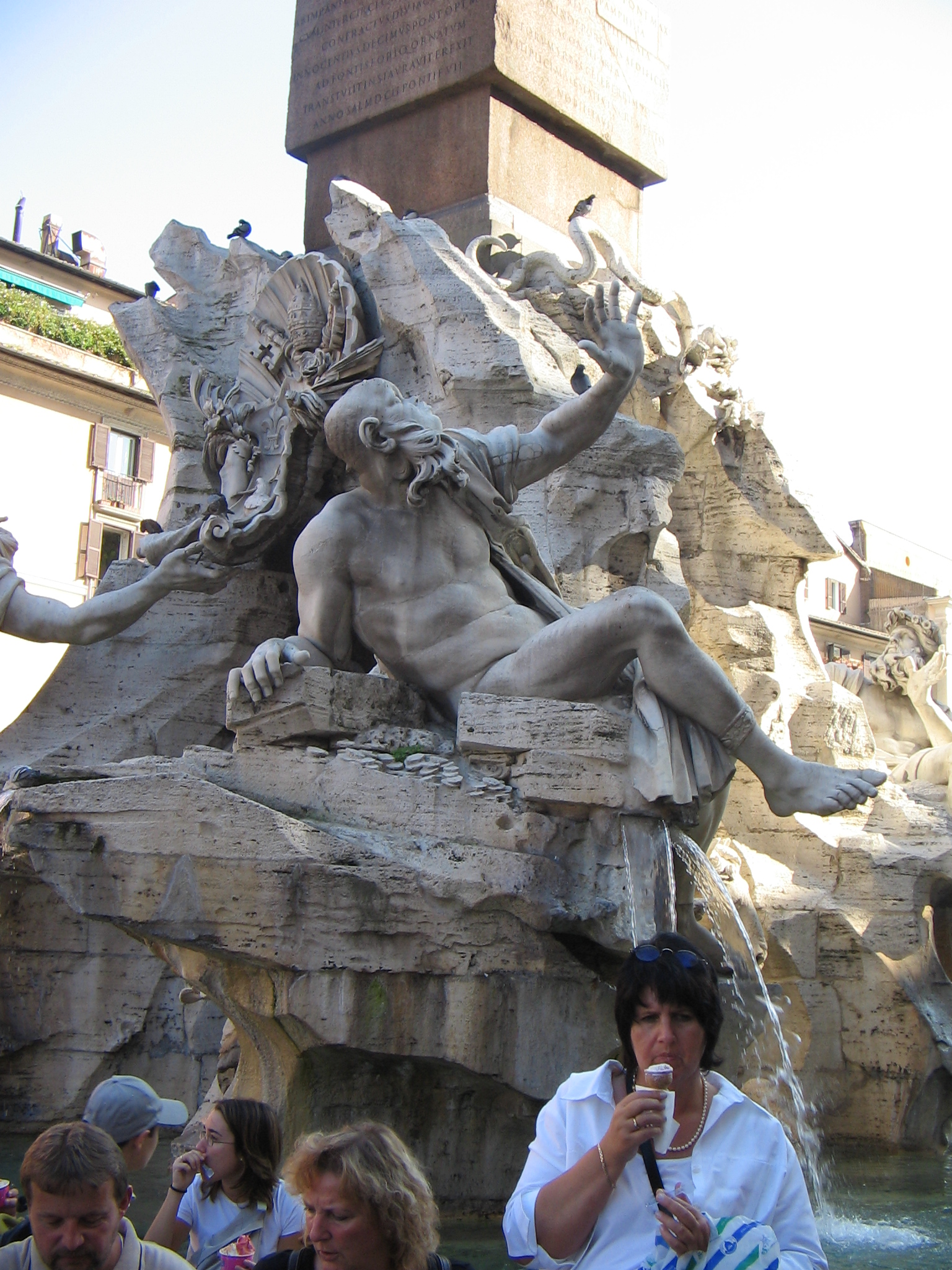
Скульптура річкового бога Ла-Плати
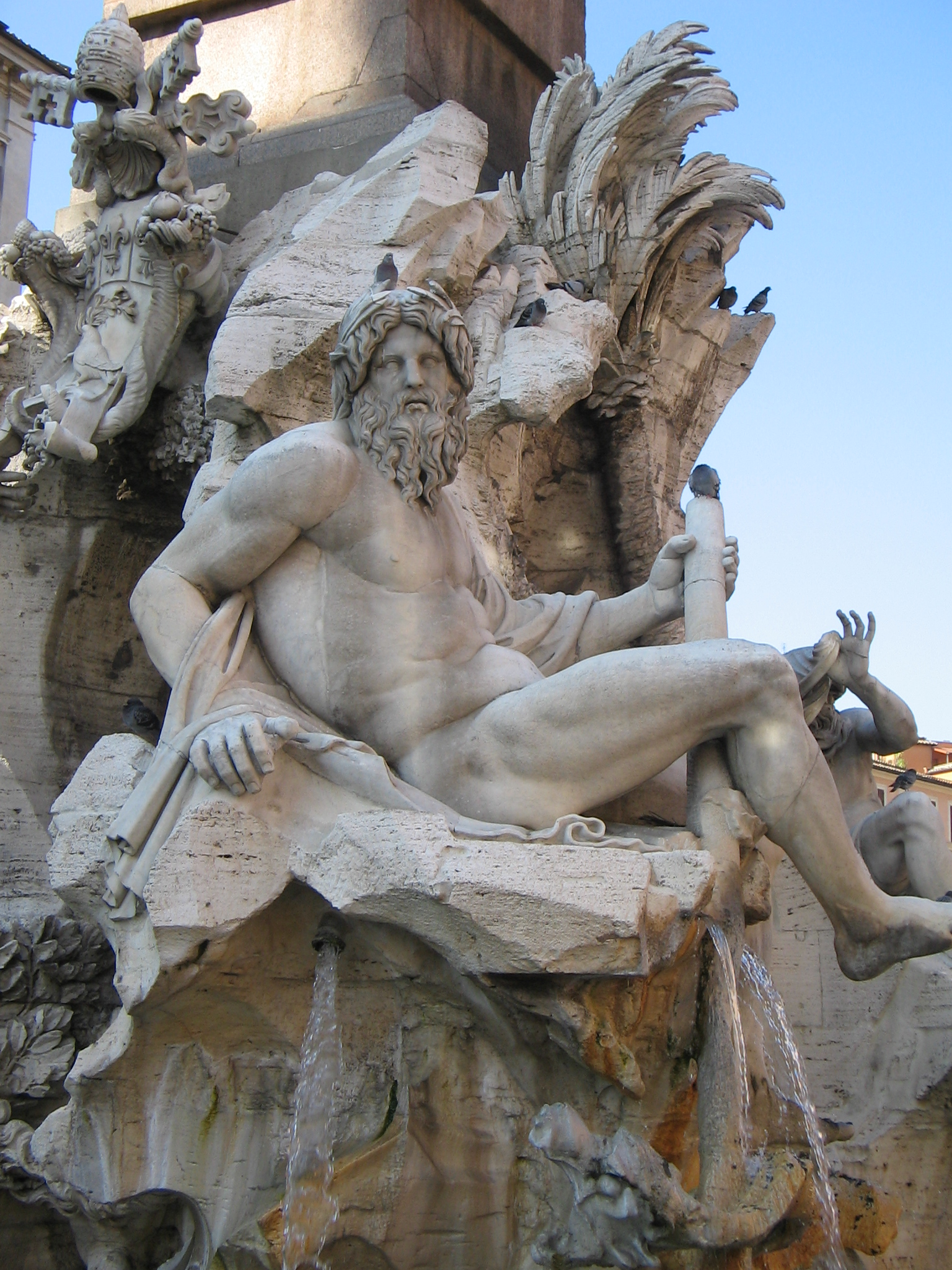
Скульптура річкового бога Гангу
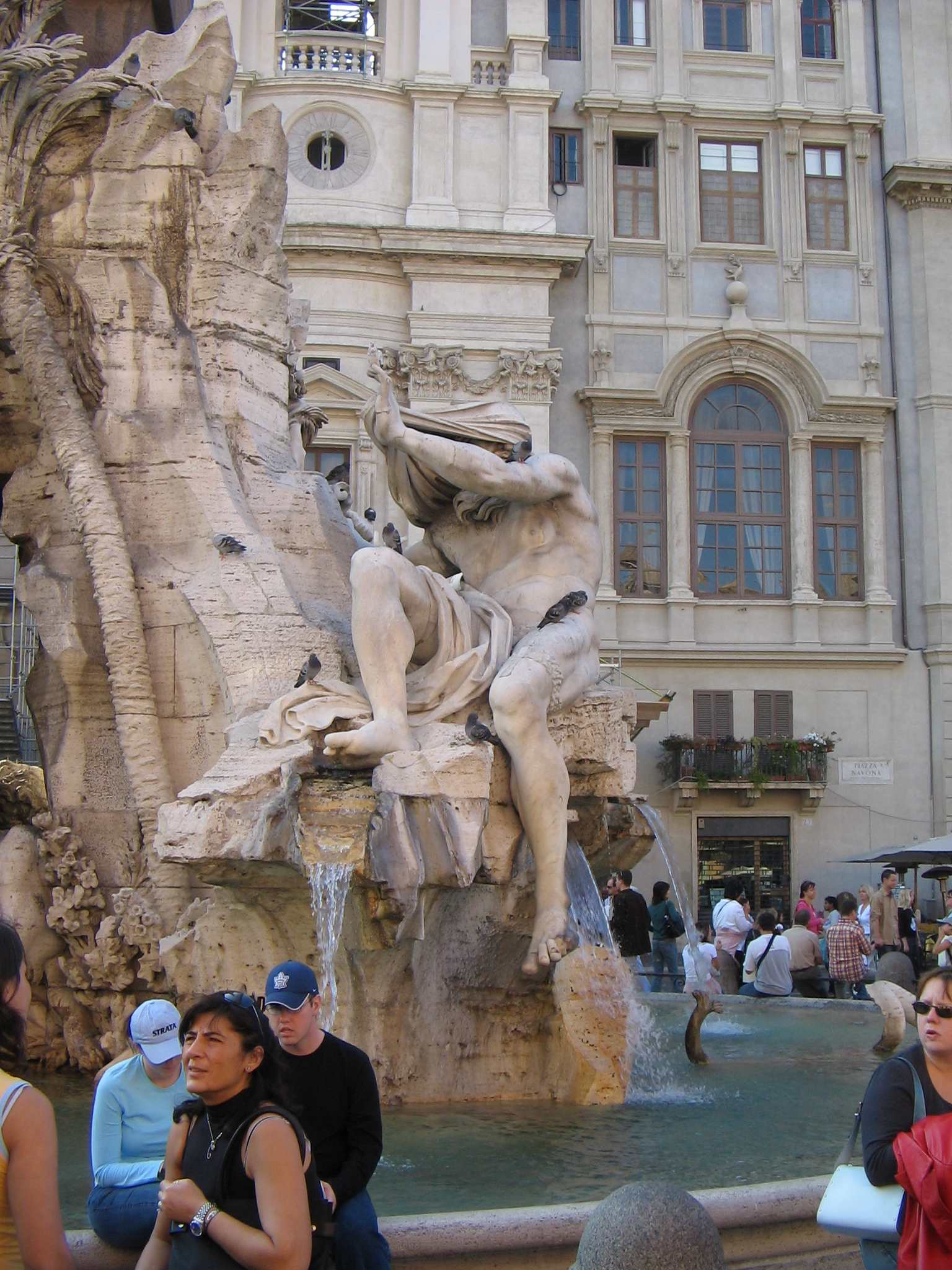
Скульптура річкового бога Нілу
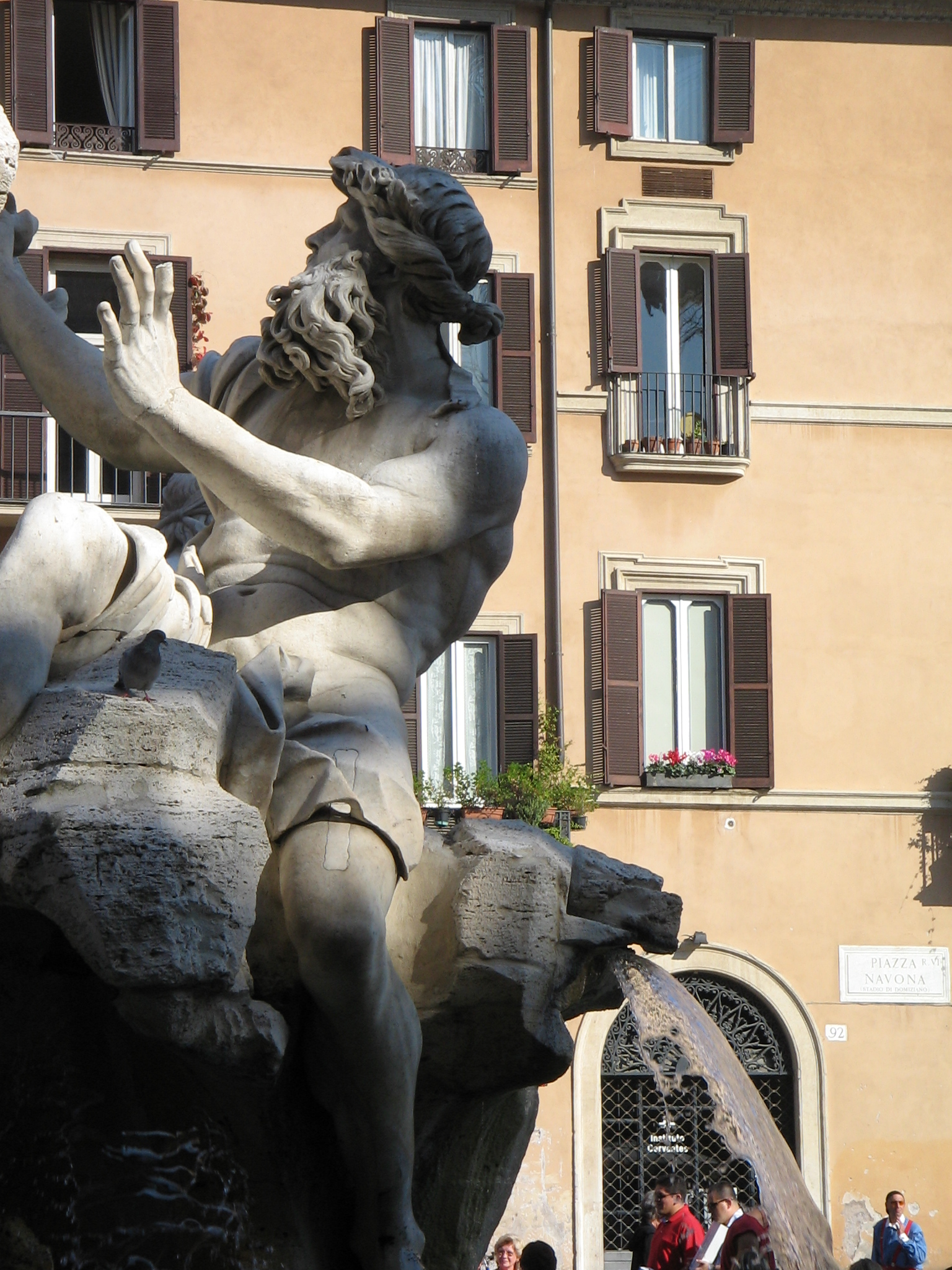
Скульптура річкового бога Дунаю